# Encantadia (série télévisée, 2016)
Ne doit pas être confondu avec Encantadia (série télévisée, 2005).
Encantadia est une série télévisée fantastique philippine diffusée par GMA Network.
La série est basée sur une série télévisée philippine de 2005 du même titre. Il s'agit d'un redémarrage et de la quatrième série télévisée de la franchise « Encantadia ».
Réalisée par Mark A. Reyes, la série met en vedette Glaiza de Castro, Kylie Padilla, Gabbi Garcia et Sanya Lopez. Elle a été créée le 18 juillet 2016 sur la programmation Telebabad du réseau, en remplacement de Poor Señorita. La série s'est terminée le 19 mai 2017, avec un total de 218 épisodes. Elle a été remplacée par Mulawin vs. Ravena dans son créneau horaire.
La série, y compris une version director's cut de la finale, est diffusée en ligne sur YouTube. La suite de la série, Encantadia Chronicles : Sang'gre devrait être diffusée en 2024.

## Distribution

### Acteurs principaux
- Glaiza de Castro : Pirena[2]
- Kylie Padilla : Amihan
- Gabbi Garcia : Alena[3]
- Sanya Lopez : Danaya

### Acteurs secondaires
- Mikee Quintos : Lira / Milagros "Mila" Quizon
- Kate Valdez : Mira
- Rocco Nacino : Aquil
- Ruru Madrid : Ybrahim / Ybarro
- Janice Hung : Ether
- Solenn Heussaff : Cassiopée / Avria
- Diana Zubiri : Lilasari[4]
- Alfred Vargas : Amarro[5]
- John Arcilla : Hagorn
- Rochelle Pangilinan : Agane / Andora
- Neil Ryan Sese : Asval
- Carlo Gonzales : Muros
- Pancho Magno : Hitano / Berdano
- Klea Pineda : Muyak
- Buboy Villar : Wantuk[6]
- Noel Urbano : Imaw (voix)
- Daniel Dasalla Bato : Abog

### Acteurs invités
- Marian Rivera : Minea[7]
- Dingdong Dantes : Raquim[8]
- Max Collins : Amihan I[9],[10]
- Jestoni Alarcon : Armeo[11]
- Sunshine Dizon : Adhara[12]
- Miguel Tanfelix : Pagaspas[13]
- Alden Richards : Lakan[14]
- Janine Gutierrez : Agua[15]
- Conan Stevens : Vish'ka
- Wynwyn Marquez : Helgad[16]

## Production
Le tournage principal a commencé le 20 avril 2016.

## Distinctions
| Année | Prix                                        | Catégorie                                | Lauréat                  | Résultat   | Réf.   |
| ----- | ------------------------------------------- | ---------------------------------------- | ------------------------ | ---------- | ------ |
| 2016  | Gawad Filipino Media People's Choice Awards | Best Fantaserye of the Year              | Encantadia               | Lauréat    | ,      |
| 2016  | Gawad Filipino Media People's Choice Awards | Pinaka Mahusay na Actor sa Television    | John Arcilla             | Lauréat    | ,      |
| 2016  | Gawad Filipino Media People's Choice Awards | Pinaka Mahusay na Actress sa Television  | Glaiza de Castro         | Lauréat    | ,      |
| 2016  | Anak TV Awards                              | Favorite TV Program                      | Encantadia               | Lauréat    | [ 20 ] |
| 2017  | 31st PMPC Star Awards for Television        | Best Drama Actor                         | Ruru Madrid              | Lauréat    | [ 21 ] |
| 2017  | 31st PMPC Star Awards for Television        | Best Drama Actress                       | Sanya Lopez              | Nomination | [ 21 ] |
| 2017  | 31st PMPC Star Awards for Television        | Best New Male TV Personality             | Migo Adecer              | Nomination | [ 21 ] |
| 2017  | 31st PMPC Star Awards for Television        | Best New Female TV Personality           | Mikee QuintosKlea Pineda | Lauréat    | [ 21 ] |
| 2017  | 31st PMPC Star Awards for Television        | Best New Female TV Personality           | Mikee QuintosKlea Pineda | Nomination | [ 21 ] |
| 2017  | 31st PMPC Star Awards for Television        | Best Child Performer                     | Yuan Francisco           | Nomination | [ 21 ] |
| 2017  | Apollo Awards                               | Best Visual Effects - Long-term Category | Encantadia               | Lauréat    | ,      |
| 2017  | UmalohokJuan Awards 2017                    | TV Drama Program of the Year             | Encantadia               | Lauréat    | [ 24 ] |